# Чемпіонат Європи з водних видів спорту 2000
Чемпіонат Європи з водних видів спорту 2000, 25-й за ліком, тривав з 3 до 9 липня 2000 року в Плавальному центрі Мякелянрінне в Гельсінках (Фінляндія). Він відбувся під егідою Європейської ліги плавання. Розіграно нагороди з плавання (на довгій воді), плавання на відкритій воді, стрибків у воду і синхронного плавання (жінки). Ці змагання відбулися за менш як три місяці перед початком літніх Олімпійських ігор у Сіднеї.

## Таблиця медалей
Країна-господарка 
| Місце               | Країна              | Золото | Срібло | Бронза | Загалом |
| ------------------- | ------------------- | ------ | ------ | ------ | ------- |
| 1                   | Росія               | 15     | 3      | 4      | 22      |
| 2                   | Німеччина           | 7      | 12     | 2      | 21      |
| 3                   | Італія              | 6      | 7      | 4      | 17      |
| 4                   | Швеція              | 6      | 2      | 3      | 11      |
| 5                   | Україна             | 4      | 3      | 6      | 13      |
| 6                   | Іспанія             | 4      | 2      | 5      | 11      |
| 7                   | Румунія             | 3      | 6      | 5      | 14      |
| 8                   | Угорщина            | 3      | 1      | 0      | 4       |
| 9                   | Франція             | 2      | 1      | 6      | 9       |
| 10                  | Словаччина          | 1      | 2      | 1      | 4       |
| 11                  | Фінляндія*          | 1      | 1      | 1      | 3       |
| 11                  | Швейцарія           | 1      | 1      | 1      | 3       |
| 13                  | Білорусь            | 1      | 1      | 0      | 2       |
| 13                  | Польща              | 1      | 1      | 0      | 2       |
| 15                  | Хорватія            | 1      | 0      | 0      | 1       |
| 16                  | Нідерланди          | 0      | 5      | 2      | 7       |
| 17                  | Велика Британія     | 0      | 2      | 6      | 8       |
| 18                  | Данія               | 0      | 2      | 2      | 4       |
| 19                  | Бельгія             | 0      | 1      | 2      | 3       |
| 20                  | Литва               | 0      | 1      | 0      | 1       |
| 21                  | Чехія               | 0      | 0      | 2      | 2       |
| 22                  | Ізраїль             | 0      | 0      | 1      | 1       |
| 22                  | Австрія             | 0      | 0      | 1      | 1       |
| 22                  | Туреччина           | 0      | 0      | 1      | 1       |
| Загалом (24 збірні) | Загалом (24 збірні) | 56     | 54     | 55     | 165     |

## Плавання

### Чоловіки
| Дисципліна                      | Золото                                                                           | Срібло                                                                 | Бронза                                                                              |
| ------------------------------- | -------------------------------------------------------------------------------- | ---------------------------------------------------------------------- | ----------------------------------------------------------------------------------- |
| 50 м вільним стилем             | Олександр Попов Росія                                                            | Пітер ван ден Гогенбанд Нідерланди                                     | Лоренцо Вісмара Італія                                                              |
| 100 м вільним стилем            | Олександр Попов Росія                                                            | Пітер ван ден Гогенбанд Нідерланди                                     | Ларс Фреландер Швеція                                                               |
| 200 м вільним стилем            | Массіміліано Росоліно Італія                                                     | Пітер ван ден Гогенбанд Нідерланди                                     | Пол Палмер Велика Британія                                                          |
| 400 м вільним стилем            | Еміліано Брембілья Італія                                                        | Драгош Крістьян Коман Румунія                                          | Пол Палмер Велика Британія                                                          |
| 1500 м вільним стилем           | Ігор Червинський Україна                                                         | Еміліано Брембілья Італія                                              | Драгош Крістьян Коман Румунія                                                       |
| 50 м на спині                   | Штев Телоке Німеччина                                                            | Даріуш Грігальоніс Литва                                               | Давід Ортега Іспанія                                                                |
| 100 м на спині                  | Давід Ортега Іспанія                                                             | Володимир Ніколайчук Україна                                           | Дер'я Буюкунчу Туреччина                                                            |
| 200 м на спині                  | Гордан Козулі Хорватія                                                           | Емануеле Мерізі Італія                                                 | Йоав Гат Ізраїль                                                                    |
| 50 м брасом                     | Марк Варнеке Німеччина                                                           | Олег Лісогор Україна                                                   | Ремо Лютольф Швейцарія                                                              |
| 100 м брасом                    | Доменіко Фіораванті Італія                                                       | Ярно Піглава Фінляндія                                                 | Дмитро Коморников Росія                                                             |
| 200 м брасом                    | Дмитро Коморников Росія                                                          | Доменіко Фіораванті Італія                                             | Максим Подопригора Австрія                                                          |
| 50 м батерфляєм                 | Єре Горд Фінляндія                                                               | Ларс Фреландер Швеція                                                  | Марк Фостер Велика Британія                                                         |
| 100 м батерфляєм                | Ларс Фреландер Швеція                                                            | Томас Руппрат Німеччина                                                | Джеймс Гікмен Велика Британія                                                       |
| 200 м батерфляєм                | Анатолій Поляков Росія                                                           | Джеймс Гікмен Велика Британія                                          | Йоан Гергель Румунія                                                                |
| 200 м комплексом                | Массіміліано Росоліно Італія                                                     | Хрістіан Келлер Німеччина                                              | Ксав'є Маршан Франція                                                               |
| 400 м комплексом                | Іштван Батазі Угорщина                                                           | Чезар Бедіце Румунія                                                   | Жоанн Ле Біан Франція                                                               |
| естафета 4×100 м вільним стилем | Росія Денис Піманков Дмитро Чернишов Андрій Капралов Олександр Попов             | Німеччина Штефан Гербст Ларс Конрад Хрістіан Треґер Штефан Кунцельманн | Франція Ромен Барньє Ніколя Кінц Уго В'яр Фредерік Буске                            |
| естафета 4×200 м вільним стилем | Італія Массіміліано Росоліно Маттео Пеллічіарі Сімоне Черкато Еміліано Брембілья | Німеччина Міхаель Кідель Хрістіан Келлер Штефан Гербст Штефан Поль     | Нідерланди Мартейн Зюйдвеґ Марсел Вауда Марк ван дер Зейден Пітер ван ден Гогенбанд |
| естафета 4×100 м комплексом     | Росія Владислав Амінов Дмитро Коморников Дмитро Чернишов Олександр Попов         | Швеція Маттіас Олін Мартін Ґуставссон Ларс Фреландер Стефан Нюстранд   | Україна Володимир Ніколайчук Олег Лісогор Андрій Сердінов Павло Хникін              |

### Жінки
| Дисципліна                      | Золото                                                                       | Срібло                                                           | Бронза                                                                |
| ------------------------------- | ---------------------------------------------------------------------------- | ---------------------------------------------------------------- | --------------------------------------------------------------------- |
| 50 м вільним стилем             | Тереза Альсгаммар Швеція                                                     | Вілма ван Гофвеґен Нідерланди                                    | Ольга Мукомол Україна                                                 |
| 100 м вільним стилем            | Тереза Альсгаммар Швеція                                                     | Мартіна Моравцова Словаччина                                     | Метте Якобсен Данія                                                   |
| 200 м вільним стилем            | Наталія Барановська Білорусь                                                 | Мартіна Моравцова Словаччина                                     | Камелія Аліна Потек Румунія                                           |
| 400 м вільним стилем            | Яна Клочкова Україна                                                         | Наталія Барановська Білорусь                                     | Камелія Аліна Потек Румунія                                           |
| 800 м вільним стилем            | Флавія Рігамонті Швейцарія                                                   | Шанталь Штрассер Швейцарія                                       | Кірстен Влігейс Нідерланди                                            |
| 50 м на спині                   | Ніна Живаневська Іспанія                                                     | Дьяна Мокану Румунія                                             | Ілона Главачкова Чехія                                                |
| 100 м на спині                  | Ніна Живаневська Іспанія                                                     | Дьяна Мокану Румунія                                             | Луїз Ернстедт Данія                                                   |
| 200 м на спині                  | Ніна Живаневська Іспанія                                                     | Дьяна Мокану Румунія                                             | Антьє Бушшульте Німеччина                                             |
| 50 м брасом                     | Агнеш Ковач Угорщина                                                         | Зої Бейкер Велика Британія                                       | Зільвія Ґераш Німеччина                                               |
| 100 м брасом                    | Агнеш Ковач Угорщина                                                         | Зільвія Ґераш Німеччина                                          | Світлана Бондаренко Україна                                           |
| 200 м брасом                    | Бятріче Кишлару Румунія                                                      | Агнеш Ковач Угорщина                                             | Карін Бремон Франція                                                  |
| 50 м батерфляєм                 | Анна-Карін Каммерлінг Швеція                                                 | Карен Еґдаль Данія                                               | Мартіна Моравцова Словаччина                                          |
| 100 м батерфляєм                | Мартіна Моравцова Словаччина                                                 | Отилія Єнджейчак Польща                                          | Юганна Шеберг Швеція                                                  |
| 200 м батерфляєм                | Отилія Єнджейчак Польща                                                      | Метте Якобсен Данія                                              | Мірейя Гарсія Іспанія                                                 |
| 200 м комплексом                | Яна Клочкова Україна Бятріче Кишлару Румунія                                 | Не вручали                                                       | Сью Ролф Велика Британія                                              |
| 400 м комплексом                | Яна Клочкова Україна                                                         | Бятріче Кишлару Румунія                                          | Ісол Жерві Бельгія                                                    |
| естафета 4×100 м вільним стилем | Швеція Луїза Єнке Юганна Шеберг Анна-Карін Каммерлінг Тереза Альсгаммар      | Італія Луїза Стріані Сара Парізе Сесілія Віаніні Крістіна Чіусо  | Бельгія Ніна ван Кекговен Лісбет Дресен Софі Ґоффен Тін Боссют        |
| естафета 4×200 м вільним стилем | Румунія Камелія Аліна Потек Сімона Педурару Іоана Дьяконеску Бятріче Кишлару | Італія Луїза Стріані Сесілія Віаніні Сара Парізе Сара Гоффі      | Франція Соленн Фіге Летіція Шу Катарін Келеннек Алісія Бозон          |
| естафета 4×100 м комплексом     | Швеція Тереза Альсгаммар Емма Іґельстрем Юганна Шеберг Луїза Єнке            | Бельгія Софі Вольфс Бріжитт Бекю Фаб'єнн Дюфур Ніна ван Кекговен | Румунія Ралука Удрою Бятріче Кишлару Дьяна Мокану Камелія Аліна Потек |

## Плавання на відкритій воді

### Чоловіки
| Дисципліна              | Золото              | Срібло                | Бронза           |
| ----------------------- | ------------------- | --------------------- | ---------------- |
| 5 км на відкритій воді  | Лука Бальдіні (ITA) | Фабіо Вентуріні (ITA) | Давід Мека (ESP) |
| 25 км на відкритій воді | Стефан Лекат (FRA)  | Давід Мека (ESP)      | Фабіо Фузі (ITA) |

### Жінки
| Дисципліна              | Золото            | Срібло              | Бронза                 |
| ----------------------- | ----------------- | ------------------- | ---------------------- |
| 5 км на відкритій воді  | Пеґґі Бюхзе (GER) | Брітта Камрау (GER) | Яна Пеханова (CZE)     |
| 25 км на відкритій воді | Пеґґі Бюхзе (GER) | Едіт ван Дейк (NED) | Валерія Каспріні (ITA) |

## Стрибки у воду

### Чоловіки
| Дисципліна               | Золото                                    | Срібло                                     | Бронза                                    |
| ------------------------ | ----------------------------------------- | ------------------------------------------ | ----------------------------------------- |
| Трамплін, 1 м            | Александер Меш Німеччина                  | Дмитро Байбаков Росія                      | Йоона Пугакка Фінляндія                   |
| Трамплін, 3 м            | Дмитро Саутін Росія                       | Штефан Аренс Німеччина                     | Олександр Доброскок Росія                 |
| Вишка, 10 м              | Дмитро Саутін Росія                       | Гайко Маєр Німеччина                       | Ігор Лукашин Росія                        |
| Синхронний трамплін, 3 м | Тобіас Шелленберґ Андреас Вельс Німеччина | Олександр Доброскок Дмитро Саутін Росія    | Рафаель Альварес Хосе Мігель Хіль Іспанія |
| Синхронна вишка, 10 м    | Ігор Лукашин Дмитро Саутін Росія          | Олександр Скрипник Роман Володьков Україна | Леон Тейлор Піт Вотерфілд Велика Британія |

### Жінки
| Дисципліна               | Золото                          | Срібло                                 | Бронза                                       |
| ------------------------ | ------------------------------- | -------------------------------------- | -------------------------------------------- |
| Трамплін, 1 м            | Віра Ільїна Росія               | Гайке Фішер Німеччина                  | Наталія Умискова Росія                       |
| Трамплін, 3 м            | Юлія Пахаліна Росія             | Дерте Лінднер Німеччина                | Анна Ліндберґ Швеція                         |
| Вишка, 10 м              | Світлана Тимошиніна Росія       | Уте Веціґ Німеччина                    | Олена Жупіна Україна                         |
| Синхронний трамплін, 3 м | Віра Ільїна Юлія Пахаліна Росія | Дерте Лінднер Конні Шмальфус Німеччина | Ганна Сорокіна Олена Жупіна Україна          |
| Синхронна вишка, 10 м    | Анке Піпер Уте Веціґ Німеччина  | Ольга Леонова Олена Жупіна Україна     | Євгенія Ольшевська Світлана Тимошиніна Росія |

## Синхронне плавання
| Дисципліна | Золото | Срібло | Бронза |
| ---------- | --- | --- | --- |
| Соло       | Ольга Бруснікіна Росія                                                                                                 | Віржині Дідьє Франція                                                                                                   | Хемма Менгуаль Іспанія                                                                                          |
| Дуети      | Віржині Дідьє Міріам Ліньйо Франція                                                                                    | Хемма Менгуаль Паола Тірадос Іспанія                                                                                    | Мауріція Чекконі Алессія Луккіні Італія                                                                         |
| Групи      | Олена Азарова Ольга Бруснікіна Марія Кисельова Ольга Новокщонова Ірина Першина Олена Соя Юлія Васильєва Ольга Васюкова | Джада Баллан Серена Б'янкі Мара Брунетті Джованна Бурландо К'яра Кассін Мауріція Чекконі Алессія Луккіні Клара Поркетто | Сінтія Буйє Віржині Дідьє Шарлотт Фабр Міріам Глез Рашель Ле Бозек Міріам Ліньйо Шарлотт Массардьє Магалі Ратьє |